# Telerehabilitacja
Telerehabilitacja – polega na umożliwieniu dostępu do zbioru usług rehabilitacyjnych osobom niepełnosprawnym „na odległość”, za pośrednictwem sieci telekomunikacyjnych i Internetu Wchodzi w zakres telemedycyny.
Określenie "telerehabilitacja" powstało z połączenia trzech słów. Pierwsza część - „tele”, z języka greckiego, oznacza „na odległość”; przedrostek „re”, z łaciny, oznacza „zwrotność”, „na nowo”; „habilis”, również z łaciny, oznacza „sprawny”, „należyty”.

## Zastosowanie
Działanie to ma na celu zapewnienie możliwości terapii, bądź jej uzupełnienie, pacjentom, którzy mają ograniczony dostęp do tradycyjnych metod rehabilitacyjnych z powodów zdrowotnych, finansowych bądź geograficznych.
Obejmuje ona zespół działań, w szczególności organizacyjnych, leczniczych, psychologicznych, technicznych, szkoleniowych, edukacyjnych i społecznych zmierzających do osiągnięcia, przy aktywnym udziale osób niepełnosprawnych, możliwie najwyższego poziomu ich funkcjonowania, jakości życia i integracji społecznej
Telerehabilitacja jest efektem pojawienia się nowych paradygmatów w rehabilitacji medycznej oraz wzrostem możliwości technologicznych, które pomagają postępować zgodnie z tymi paradygmatami. Stały wzrost możliwości, szybkości i efektywności transferu informacji na dalekie odległości z jednoczesnym spadkiem cen tych usług i infrastruktury powoduje, że stale wzrasta zasięg, który można objąć usługami telerehabilitacyjnymi.
Telerehabilitacja może się odbywać za pośrednictwem sieci internetowej i urządzeń komputerowych, które umożliwiają przesyłanie obrazu oraz dźwięku (wideokonferencji), telefonów, stron internetowych bądź profesjonalnych aplikacji i platform do telerehabilitacji.